# Nemzeti csúcs

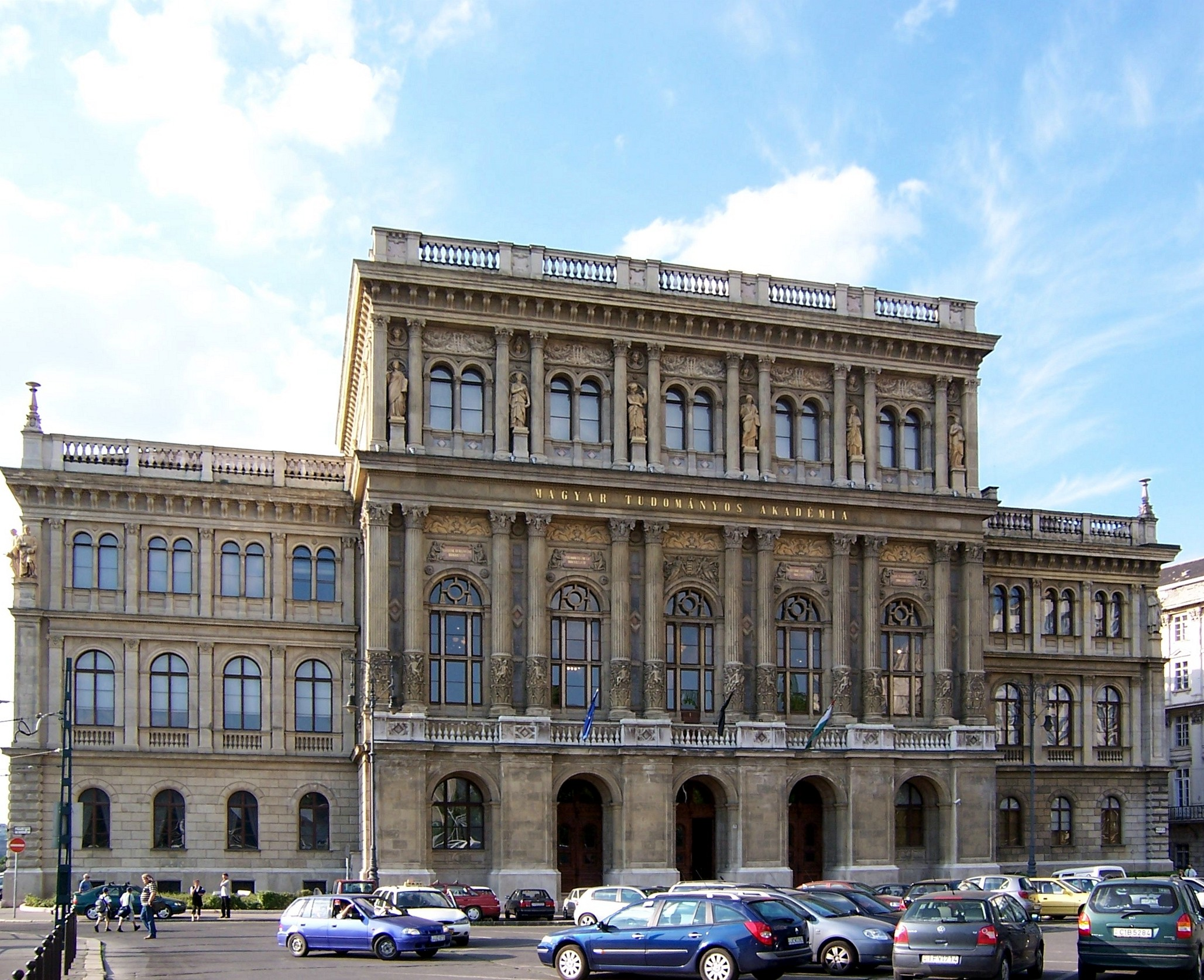
A találkozó színhelye az MTA épülete

A Nemzeti csúcs Gyurcsány Ferenc által kezdeményezett találkozó, aminek célja a globális pénzügyi válság következtében kialakult bizonytalan helyzet Magyarországra vonatkozó hatásainak orvoslása volt. A tanácskozás 2008. október 18-án reggel 10 órakor vette kezdetét, az előzetes tervek szerint legfeljebb 17 óráig, valójában 16:05-ig tartott. Élő közvetítések is elérhetőek voltak a Magyar Televízióban és az Internet oldalain.
A forint és az euró árfolyama akkoriban körülbelül 265 és 270 sávban volt. Míg az Európai Központi Bank 5 milliárd eurós segélyt adott a Magyar Nemzeti Banknak, a Nemzetközi Valutaalap nem adott támogatást.
Csányi Sándor hangsúlyozta a Nemzeti csúcs előtt, hogy válsághelyzetben mindenkinek össze kell fognia. Véleménye szerint a kormánynak lépéseket kellett tennie, melyek bizonyítják a külföldi sajtó, így a külföldi országok számára, hogy Magyarország pénzügyi egyensúlya nemcsak teljességgel rendben volt, hanem hathatós intézkedések is születtek a jövőre vonatkozóan.

## Megvitatott témák
- Az euró Magyarországi bevezetésének dátuma
- Bérmegállapodás
- A nyugdíjrendszer
- A szociális rendszer reformja
- Az oktatási és képzési rendszer fejlesztése

## Résztvevők
A csúcsra 66 embert vártak:
- a parlamenti pártok elnökei, frakcióvezető
- az európai parlamenti küldöttségvezetők
- az Országos Érdekegyeztető Tanácsban lévő szervezetek vezetői
- az országgyűlési elnök
- volt miniszterelnökök, házelnökök
- az MNB jelenlegi és korábbi elnökei
- a Magyar Tudományos Akadémia elnöke és rendszerváltás utáni elődei
- parlamenti bizottsági elnökök
- Demszky Gábor főpolgármester
- Veres János pénzügyminiszter
- a kancelláriaminiszter
- a gazdasági, egészségügyi és az oktatási tárca vezetője

### Távol maradottak
- Sólyom László köztársasági elnök
- Mádl Ferenc volt államfő
- Paczolay Péter az Alkotmánybíróság elnöke
- Göncz Árpád volt államfő

#### Betegség miatt
- Horn Gyula volt miniszterelnök
- Szabad György, az Országgyűlés volt elnöke

## Felszólalók a felszólalásuk sorrendjében
- Pálinkás József, a Magyar Tudományos Akadémia elnöke
- Szili Katalin, az Országgyűlés elnöke
- Veres János pénzügyminiszter
- Simor András, a Magyar Nemzeti Bank elnöke
- Gyurcsány Ferenc, Magyarország miniszterelnöke
- Orbán Viktor, Magyarország volt miniszterelnöke
- Semjén Zsolt, a KDNP elnöke
- Fodor Gábor, az SZDSZ elnöke[6]
- Kóka János, az SZDSZ frakcióvezetője
- Dávid Ibolya, az MDF elnöke
- Boross Péter, Magyarország volt miniszterelnöke
- Medgyessy Péter, Magyarország volt miniszterelnöke
- Kovács Árpád, az Állami Számvevőszék elnöke
- Surányi György, a Magyar Nemzeti Bank volt elnöke
- Bod Péter Ákos, a Magyar Nemzeti Bank volt elnöke
- Járai Zsigmond, a Magyar Nemzeti Bank volt elnöke
- Futó Péter, a munkaadók képviseletében (MGYOSZ)
- Borsik János, a Mozdonyvezetők Szakszervezete (MOSZ) ügyvezető alelnöke, a munkavállalók képviseletében
- Demján Sándor, vállalkozó, a VOSZ elnöke
- Áder János, az Országgyűlés volt elnöke
- Gál Zoltán, az Országgyűlés volt elnöke

Ebédszünet - szarvasfilé libamájjal, Újházi-tyúkhúsleves, pörkölt, pulyka, rántott gomba, palacsinta.
- - Pálinkás József átadta az ülés elnöklését Vizi E. Szilveszternek
- Vizi E. Szilveszter, agykutató, a Magyar Tudományos Akadémia volt elnöke
- Herényi Károly, az MDF frakcióvezetője
- Bajnai Gordon, nemzeti fejlesztési és gazdasági miniszter
- Parragh László, a Magyar Kereskedelmi és Iparkamara elnöke
- Wekler Ferenc, a Kistelepülések és Kistérségek Szövetségének elnöke
- Varga László, a Szakszervezetek Együttműködési Fóruma (SZEF) alelnöke
- Varga Mihály, volt pénzügyminiszter
- Kuti László, az Értelmiségiek Szakszervezetének elnöke
- Kósa Lajos, Debrecen polgármestere
- Hiller István, oktatási és kulturális miniszter
- Kökény Mihály, volt egészségügyi miniszter
- Róna Péter, közgazdász
- Pataky Péter, az MSZOSZ elnöke
- Szűcs György, az IPOSZ elnöke
- Csiha Judit, volt tárca nélküli miniszter
- Szent-Iványi István, az SZDSZ EP-képviselője
- Veres János, pénzügyminiszter
  - Vizi E. Szilveszter átadta az ülés elnöklését Glatz Ferencnek
- Glatz Ferenc, a Magyar Tudományos Akadémia volt elnöke
- Olajos Péter, az MDF EP-képviselője
- Demszky Gábor, Budapest főpolgármestere
- Palkovics Imre, a Munkástanácsok Országos Szövetségének elnöke
- Zs. Szőke Zoltán, az Általános Fogyasztási Szövetkezetek és Kereskedelmi Társaságok Országos Szövetsége (ÁFEOSZ) elnöke a szövetkezeti munkaadók képviseletében
- Gémesi György, a Magyar Önkormányzatok Szövetsége elnöke, Gödöllő polgármestere
- Gaskó István, a LIGA Szakszervezetek elnöke
- Podolák György, az Országgyűlés gazdasági és informatikai bizottságának alelnöke
- Vidorné Szabó Györgyi, az Országgyűlés ifjúsági, szociális és családügyi bizottságának alelnöke
- Antalffy Gábor, a Kereskedők és Vendéglátók Országos Érdekképviseleti Szövetsége (KISOSZ) ügyvezető elnöke a kisvállalkozók szakmai szövetségének képviseletében
- Tokár István, a Magyar Iparszövetség elnöke
- Gúr Nándor, az Országgyűlés munkaügyi bizottságának elnöke
- Csikai Miklós, a Magyar Agrárkamara elnöke
- Molnár Gyula, a Települési Önkormányzatok Országos Szövetsége (TÖOSZ) elnöke, Újbuda polgármestere
- Gy. Németh Erzsébet, a Fővárosi Közgyűlés szocialista politikusa
- Szili Katalin, az Országgyűlés elnöke[7]
- Gyurcsány Ferenc, Magyarország miniszterelnöke
- Glatz Ferenc, a Magyar Tudományos Akadémia volt elnöke

## Az adócsökkentés kérdése
A Fidesz és a KDNP, az SZDSZ adócsökkentést javasolt, de ezt Demján Sándor a Vállalkozók Országos Szövetségének küldöttje, és a gyáriparosok küldöttei (azt mondták, jól jönne az adócsökkentés, de megértik, hogy a jelenlegi körülmények közt ez nem lehetséges), továbbá az MSZP és az MDF is elutasította.
A Budapest Bank szerint az adócsökkentés tovább gyengítené az utóbbi napokban amúgy is rosszul teljesítő forintot.

## Vélemények a Nemzeti csúcsról
A csúcs amúgy – és ezt a legkomolyabban mondom – hasznos, mert egy kifejezetten válságos pillanatban egyrészt a világnak azt üzeni, hogy minden ellenkező híresztelés ellenére képesek leülni egymással a magyar politikai szereplők, másrészt talán sikerült itthon valamelyest tudatosítania, hogy nagy a baj.
Perbeszédek helyett párbeszéd jellemezte a Nemzeti Csúcsot.
A pénzügyi válságnál is nagyobb veszély, az arra adott rossz válasz, a kormány erre készül. Pedig van más esély, van más politikára lehetőség. Összefogásra van szükség, összefogásra a kormány által tervezett megszorító csomag ellen.
Sokfajta vitánk lehet. De vannak olyan pillanatok, amikor a vitáknál vannak fontosabb dolgok. Én ezúttal konstruktivitást láttam. Nem mindig értettünk egyet, de a túlnyomó többség javaslatokat tett arra, hogy mit tegyünk. Ezért optimista vagyok a jövőt illetően. Túl sokáig folytattunk népszerűségi versenyt felelősségi verseny helyett. Azt gondolom, hogy most ezt a versenyt kell elkezdenünk. A kormány persze csak akkor lehet hiteles, ha beszél a saját hibáiról. Igen, hibáztunk abban, hogy nagyjából 2001 és 2006 között növeltük a kiadásokat és csökkentettük az adókat. Jóakaratból, népszerűségért. A vége az lett, hogy rákényszerültünk a költségvetési kiigazításra. Arra szeretném figyelmeztetni önmagunkat és az országot, hogy ha nem szeretnénk újra elkövetni a hibákat, nem lehet ugyanolyan politikát folytatni mint korábban. A világ legbefolyásosabb szereplői most átdolgozzák a korábbi költségvetésüket, csökkentik a költségvetési kiadásaikat. Mi is ezt tesszük.
Az MSZP-nek át kell lépnie saját árnyékát: egy komolyabb kiadáscsökkentésre van szükség, ez volt a legfontosabb tanulsága a szombati nemzeti csúcsnak.
Az emberek most két jövőkép között választhatnak: az egyik a megszorítás, a másik pedig az adócsökkentéssel együtt járó növekedés.

## A Nemzeti csúcs eredménye
- Magyarország nyakig benne van, Kurier, osztrák lap a Nemzeti csúcsról
- Magyarország nem Izland, Süddeutsche Zeitung, liberális német napilap értékelése a Nemzeti csúcsról
- „Legalább a TV-nézők különböző véleményeket hallhatnak, a sajtó pedig le tudja írni, hogy mennyiben különbözőek ezek a vélemények.” Demján Sándor[11]
- Crisis Comes to Hungary in Loans of Francs and Euros, nytimes.com - A The New York Times értékelése

## Lásd még
- Globális pénzügyi válság

## Külső hivatkozások
- "Nemzeti csúf" lehet a szombati találkozóból, privatbankar.hu, 2008. október 17.
- Mindenki a magáét fújja ÜLÉSEZIK A NEMZETI CSÚCS PERCRŐL PERCRE, index.hu, 2008. október 18.